# Friedhof Blankenburg

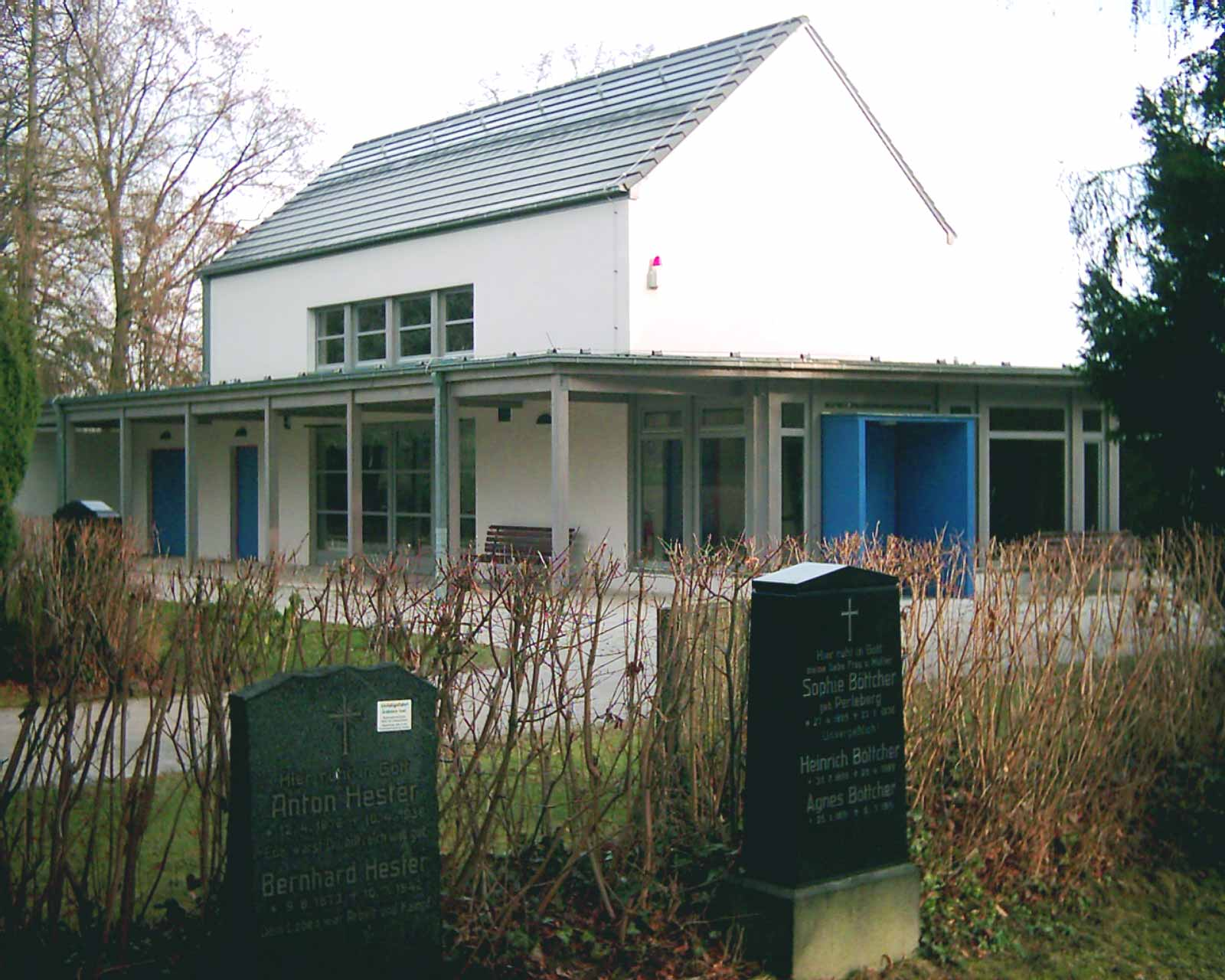
Feierhalle des Friedhofes Blankenburg

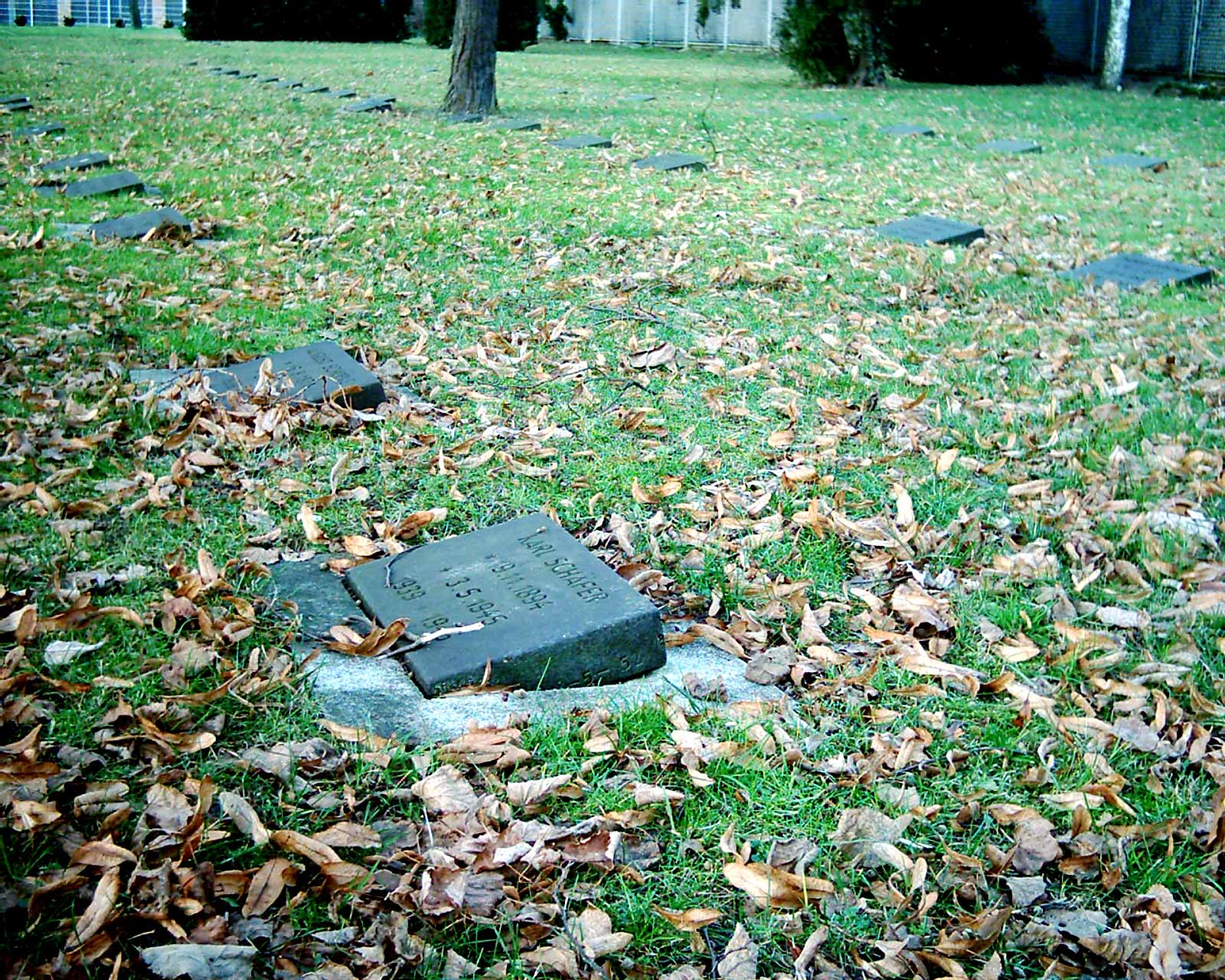
Ehrenhain für Opfer von Krieg und Gewaltherrschaft auf Friedhof Blankenburg

Der Friedhof Blankenburg ist ein landeseigener Friedhof im Berliner Ortsteil Blankenburg. In der Systematik des Bezirkes ist es Friedhof Pankow X. Berliner Friedhöfe sind durch die historische Entwicklung der Stadt zahlreich und über das Stadtgebiet verteilt.

## Lage
Nach der Berliner Friedhofsliste als Nummer 5074 eingetragen, liegt er am Beginn der Kastanienallee und erstreckt sich in die Grundstückstiefe zum Karower Damm hin. Neben dem Eingang von der Kastanienallee gibt es einen weiteren Zugang aus Richtung des Karower Dammes.

## Geschichte
Der Parkfriedhof wurde 1893 angelegt und hat eine Größe von 10.116 m². Ursprünglich nordöstlich außerhalb des Dorfes angelegt, befindet er sich heute inmitten von Einfamilienhäusern am östlichen Rand des Ortsteils.
Die Feierhalle vom Anfang des 20. Jahrhunderts wurde im Zweiten Weltkrieg zerstört. Da sie noch im Kriege auf den alten Grundmauern wiederhergestellt wurde, war der Umbau vom Juli 2003 bis zum Frühjahr 2005 dringend geworden. Die Feierhalle ist ihrem Zweck entsprechend gestaltet, die Architektur ist dabei sehr zweckorientiert.
Auf dem Blankenburger Friedhof befindet sich, beidseits am Wege vom Haupteingang zum hinteren Friedhofsteil, die Ehrenanlage für Opfer von Krieg und Gewaltherrschaft. Diese 78 Einzelgräber sind mit neuen Grabzeichen versehen und unterliegen dem Berliner Gräbergesetz. Die Denkzeichen liegen als schrägliegende Keramikplatten innerhalb eines Betonsteinringes auf der Grabstätte. Versehen sind sie mit den Namen, Geburts- und Sterbedatum, soweit diese bekannt sind, und den Angaben „1939–1945“, die beim Brennen der Keramikplatten vertieft eingebracht wurden. Die hier im Raster fehlenden Grabfelder wurden durch Angehörige in andere Friedhöfe umgebettet.
Dem Wechsel der Bezirkszugehörigkeit des Ortsteiles Blankenburg folgte auch die Verwaltung des städtischen Friedhofs, zuvor als Friedhof Pankow X geführt, wurde er wegen der Verwaltungsänderung von 1970 zum Weißenseer Friedhof.
Da der Bedarf an Friedhofsfläche in Berlin sinkt, wurde im Mai 2008 die Teilschließung von pietätsunbefangenen Flächen im ungenutzten Teil beschlossen. Die Flächen besitzen damit keine Sperrfrist wie für Begräbnisflächen nötig und werden auf den Status „kurzfristige Nutzung als Grasflächen“ umgestellt werden. So verringert sich die Fläche des Friedhofes um 0,24 ha.

## Bestattete
- Reinhard Lakomy, (* 19. Januar 1946; † 23. März 2013), deutscher Komponist, Pianist, Sänger und Liedermacher; bestattet am 3. April 2013; Ehrengrab des Landes Berlin